# تيموثي بود
تيموثي بود (بالإنجليزية: Timothy Budd)‏ هو مهندس وعالم حاسوب أمريكي، ولد في 1955.

## وصلات خارجية
- الموقع الرسمي

لم يتم العثور على روابط لمواقع التواصل الاجتماعي.